# Episodi di C'è sempre il sole a Philadelphia (quarta stagione)
La quarta stagione della sitcom C'è sempre il sole a Philadelphia è andata in onda negli Stati Uniti dal 18 settembre al 20 novembre 2008 su FX.
In Italia la stagione è stata trasmessa dal 13 ottobre 2009 al 5 gennaio 2010 su FX.
| nº | Titolo originale                                   | Titolo italiano                       | Prima TV USA      | Prima TV Italia  |
| -- | -------------------------------------------------- | ------------------------------------- | ----------------- | ---------------- |
| 1  | Mac and Dennis: Manhunters                         | Cannibali e cacciatori                | 18 settembre 2008 | 13 ottobre 2009  |
| 2  | The Gang Solves the Gas Crisis                     | La gang risolve la crisi energetica   | 18 settembre 2008 | 20 ottobre 2009  |
| 3  | America's Next Top Paddy's Billboard Model Contest | L'anima del commercio                 | 25 settembre 2008 | 27 ottobre 2009  |
| 4  | Mac's Banging the Waitress                         | Mac e la cameriera                    | 25 settembre 2008 | 3 novembre 2009  |
| 5  | Mac and Charlie Die. Part One                      | Mac & Charlie muoiono - Prima parte   | 2 ottobre 2008    | 10 novembre 2009 |
| 6  | Mac and Charlie Die. Part Two                      | Mac & Charlie muoiono - Seconda parte | 2 ottobre 2008    | 17 novembre 2009 |
| 7  | Who Pooped the Bed?                                | La congiura                           | 9 ottobre 2008    | 24 novembre 2009 |
| 8  | Paddy's Pub: The Worst Bar in Philadelphia         | Il pub di Paddy                       | 16 ottobre 2008   | 1º dicembre 2009 |
| 9  | Dennis Reynolds: An Erotic Life                    | Dennis Reynolds: una vita erotica     | 23 ottobre 2008   | 8 dicembre 2009  |
| 10 | Sweet Dee Has a Heart Attack                       | Tutti in ospedale                     | 30 ottobre 2008   | 15 dicembre 2009 |
| 11 | The Gang Cracks the Liberty Bell                   | Un tuffo nel passato                  | 6 novembre 2008   | 22 dicembre 2009 |
| 12 | The Gang Gets Extreme: Home Makeover Edition       | Ristrutturazione estrema              | 13 novembre 2008  | 29 dicembre 2009 |
| 13 | The Nightman Cometh                                | Che cosa non si fa per amore          | 20 novembre 2008  | 5 gennaio 2010   |

## Cannibali e cacciatori
- Titolo originale: Mac and Dennis: Manhunters
- Diretto da: Fred Savage
- Scritto da: Charlie Day, Jordan Young e Elijah Aron

## La gang risolve la crisi energetica
- Titolo originale: The Gang Solves the Gas Crisis
- Diretto da: Matt Shakman
- Scritto da: Charlie Day, Sonny Lee e Patrick Walsh

## L'anima del commercio
- Titolo originale: America's Next Top Paddy's Billboard Model Contest
- Diretto da: Fred Savage
- Scritto da: Charlie Day, Rob McElhenney e Adam Stein

## Mac e la cameriera
- Titolo originale: Mac's Banging the Waitress
- Diretto da: Matt Shakman
- Scritto da: David Hornsby

## Mac & Charlie muoiono - Prima parte
- Titolo originale: Mac and Charlie Die (Part 1)
- Diretto da: Fred Savage e Matt Shakman
- Scritto da: Charlie Day, Glenn Howerton e Rob McElhenney

## Mac & Charlie muoiono - Seconda parte
- Titolo originale: Mac and Charlie Die (Part 2)
- Diretto da: Fred Savage
- Scritto da: Charlie Day, Glenn Howerton e Rob McElhenney

## La congiura
- Titolo originale: Who Pooped the Bed?
- Diretto da: Fred Savage
- Scritto da: Rob McElhenney, Scott Marder e Rob Rosell

## Il pub di Paddy
- Titolo originale: Paddy's Pub: The Worst Bar in Philadelphia
- Diretto da: Matt Shakman
- Scritto da: Scott Marder, Rob Rosell e David Hornsby

## Dennis Reynolds: una vita erotica
- Titolo originale: Dennis Reynolds: An Erotic Life
- Diretto da: Fred Savage
- Scritto da: Rob McElhenney, Scott Marder e Rob Rosell

## Tutti in ospedale
- Titolo originale: Sweet Dee Has a Heart Attack
- Diretto da: Matt Shakman
- Scritto da: Scott Marder e Rob Rosell

## Un tuffo nel passato
- Titolo originale: The Gang Cracks the Liberty Bell
- Diretto da: Matt Shakman
- Scritto da: Rob McElhenney, David Hornsby e Glenn Howerton

## Ristrutturazione estrema
- Titolo originale: The Gang Gets Extreme: Home Makeover Edition
- Diretto da: Fred Savage
- Scritto da: Charlie Day, David Hornsby e Glenn Howerton

## Che cosa non si fa per amore
- Titolo originale: The Nightman Cometh
- Diretto da: Matt Shakman
- Scritto da: Charlie Day, Glenn Howerton e Rob McElhenney